# Amy (série télévisée)
Pour les articles homonymes, voir Amy.
Amy (Judging Amy) est une série télévisée américaine en 138 épisodes de 42 minutes, créée par Amy Brenneman, Bill D'Elia, John Tinker et Connie Tavel, produite par Barbara Hall, et diffusée entre le 19 septembre 1999 et le 3 mai 2005 sur le réseau CBS.
En France, les 26 premiers épisodes ont été diffusés du 11 février 2001 au 14 octobre 2001 sur France 2. Diffusion intégrale du 13 mars 2003 au 5 avril 2006 sur Téva. Au Québec, elle a été diffusée à partir du 30 août 2002 sur Séries+.

## Synopsis
Après son divorce, Amy Gray est de retour dans sa ville natale, Hartford dans le Connecticut, avec sa fille et son nouvel emploi de juge aux affaires familiales. Sa mère (avec qui elle a vécu) y était une assistante sociale aux affaires familiales dans l'État du Connecticut.

## Distribution

### Acteurs principaux
- Amy Brenneman (VF : Véronique Augereau) : Amy Gray
- Tyne Daly (VF : Marion Game) : Maxine Gray, la mère d'Amy
- Richard T. Jones (VF : Jean-Paul Pitolin) : Bruce Van Exel
- Jessica Tuck (VF : Gaëlle Savary) : Gillian Gray
- Dan Futterman (VF : Constantin Pappas) : Vincent Gray, le frère d'Amy
- Marcus Giamatti (VF : Jean-François Kopf) : Peter Gray, le frère d'Amy
- Karle Warren (en) (VF : Kelly Marot) : Lauren Cassidy
- Jillian Armenante (VF : Ivana Coppola) : Donna Kozlowski (saisons 2 à 6)
- Kevin Rahm (VF : Adrien Antoine) : Kyle McCarty (saisons 3 à 5)
- Timothy Omundson (VF : Jean-François Aupied) : Sean Potter
- Richard Burgi (VF : Bernard Lanneau) : Michael Cassidy

### Personnages récurrents
apparaissant dans la saison 1
- L. Scott Caldwell (VF : Anne Jolivet) : Tanya Miller
- Reed Diamond (VF : Bertrand Liebert [saisons 1 à 3] puis Alexis Victor) : Stuart Collins
- Wendy Makkena (VF : Catherine Hamilty) : Susie Nixon
- Lawrence Pressman (VF : Jean-Pierre Gernez) : Alan Stetson
- Rhyon Nicole Brown (en) (VF : Magali Barney) : Rebecca Von Exel
- Jeana LaVardera (VF : Ariane Deviègue) : Lisa Matthews
- Gregory Harrison (VF : Pierre Laurent) : Tom Gillette
- David Marciano (VF : Philippe Siboulet) : Len Mildmay
- Richard Crenna (VF : Jacques Richard) : Jared Duff
- Inny Clemons (VF : Jean-Marie Frécon) : Robert Clifton
- William Ragsdale (VF : Pascal Germain) : Charles Duff

apparaissant dans la saison 2
- Colleen Flynn (en) (VF : Françoise Dasque) : Lolly Wetzel
- Sara Mornell (VF : Juliette Degenne) : Carole Tobey
- Siena Goines (en) (VF : Laurence Sacquet) : Mia
- Tom Welling (VF : Vincent de Bouard) : Rob Meltzer
- Erika Alexander (VF : Martine Maximin) : Fran Winston
- Sandra Oh (VF : Nathalie Régnier) : l'inspectrice Shelly Tran
- Blake Bashoff (VF : Donald Reignoux) : Erik Blake
- Mitch Longley (en) (VF : Jean-Pierre Rigaux) : Jonathan Ashworth
- Robin Bartlett : la juge Roberta Orr

## Épisodes

### Première saison (1999-2000)
1. Première Audience (Pilot)
2. Dur métier (Short Calendar)
3. Procès avec jury (Trial By Jury)
4. Le Saint de Hartford (Victim Soul)
5. Dernier Tango à Hartford (Last Tango In Hartford)
6. Chasse aux sorcières (Witch Hunt)
7. L'Amour en noir et blanc (Impartial Bias)
8. La Mort de près (Near Death Experience)
9. Un dîner compliqué (The Persistance of Tectonics)
10. La coupe est pleine (Crowded House)
11. Présumée innocente (Presumed Innocent)
12. Discipline (Spoil the Child)
13. Soixante à zéro (Sixty to Zero)
14. Faux suspect, vrai coupable (Shaken Not Stirred)
15. Conflits culturels (Culture Clash)
16. Manque de sommeil (The Wee Hours)
17. Dépasser les limites (Drawing the Line)
18. D'un père à l'autre (Human Touch)
19. Intolérance (The Out-of Towners)
20. La Découverte de Dieu (The God Thing)
21. Gray contre Gray (Gray Vs. Gray)
22. La Dernière Danse (Not With a Whimper)
23. Le Souffle du passé (Blast From the Past)

### Deuxième saison (2000-2001)
1. Tolérance zéro (Zero Tolerance)
2. Le Retour de Bruce (You're Not the Boss of Me)
3. Erreur de jugement (Instincts)
4. Convictions (Convictions)
5. Colère inutile (Unnecessary Roughness)
6. Poids des illusions (Burden of Perspective)
7. Limites du système (Dog Days)
8. Accouchement (Waterworld)
9. Affaire démoniaque (Undertow)
10. Journée de l'adoption (Adoption Day)
11. Parcours semé d'embûches (Claw Is Our Master)
12. Sommeil éternel (8 ½ Narrow)
13. Esprit de famille (Beginning, the End and the Murky Middle)
14. Pour la route (One For the Road)
15. Carrière et Compromis (Treachery of Compromise)
16. Dégringolade (Everybody Falls Down)
17. Mort de Juliette (Romeo and Juliet Must Die Well, Maybe Just Juliet)
18. Savoir pardonner (Unforgiven)
19. Confusion (Between the Wanting and the Getting)
20. Consignée (Grounded)
21. Lâcher prise (Redheaded Stepchild)
22. Débat télévisé (Hold On Tight)

### Troisième saison (2001-2002)
1. Le Fils prédestiné (The last word)
2. Manœuvres (Off the grid)
3. La Montagne sacrée (Darkness for light)
4. La Bonne Décision (The right thing to do)
5. Sexe, mensonges et politique (Look closer)
6. L'Insoutenable Légèreté de la famille (The unbearable lightness of being family)
7. Imbroglio (Imbroglio)
8. Le Conseil des anciens (Rights of passage)
9. Collisions (Surprised by gravity)
10. Apnée (Beating the bounds)
11. L'Air mais pas la chanson (Crime and puzzlement)
12. Le Torchon brûle (Who shot Dick ?)
13. Petit-déjeuner surprise (The cook of the money pot)
14. La Disparition des dinosaures (The extinction of the dinosaures)
15. Fumer nuit gravement à la santé (Can they do that with vegetables ?)
16. Les Femmes et l'amour (Women in cacti with a curled up rat)
17. Le Facteur jolie fille (Not stumbling, but dancing)
18. Argent, pouvoir et désillusion (The justiceleague of America)
19. Vandalisme (Men aren't monsters)
20. Les jeux sont faits (The bottle show)
21. Lame de fond (Tidal Wave)
22. Remise en jeu (Boston terriers from France)
23. Comme chien et chat (Nobody expects the spanish inquisition)
24. Mère célibataire (Come back soon)

### Quatrième saison (2002-2003)
1. La Demande en mariage (Lost in the System)
2. Un pas vers la victoire (Thursday's Child)
3. L'Amour d'une mère (Every Stranger's Face I See)
4. Le Rosier de la discorde (The Frozen Zone)
5. La Vie de famille, mode d'emploi (Cause for Alarm)
6. Bébé à vendre (Roses and Truth)
7. Le Contrat de mariage (Damage Control)
8. Une sale journée (A Pretty Good Day)
9. Un mariage compliqué (Boys to Men)
10. Mentir est un vilain défaut (People of the Lie)
11. Maxine dans toute sa splendeur (Lost and Found)
12. Week-end aux fourneaux (Ye Olde Freedom Inn)
13. Dans l'intérêt de l'enfant (The Best Interests of the Child)
14. Un père mauvais payeur (Wild Card)
15. Quand on a du métier (Maxine Interrupted)
16. Retrouvailles (Sixteen Going on Seventeen)
17. Les rôles sont inversés (Judging Eric)
18. Abandonnés, rejetés, désespérés (Looking for Quarters)
19. Confrontations (Just Say Oops)
20. Jusqu'à ce que la mort nous sépare (Requiem)
21. L'Image de la perfection (Picture of Perfect)
22. Les Réalités de la vie (CSO: Hartford)
23. De la difficulté d'être mère (Marry, Marry Quite Contrary)
24. Une audience musclée (Shock and Awe)

### Cinquième saison (2003-2004)
Elle a été diffusée à partir du 23 septembre 2003.
1. Mise à l'épreuve (Motion Sickness)
2. Tomber de haut (Going Down)
3. Plus comme avant (Ex Parte of Five)
4. Lune de miel, lune de fiel (Tricks of the Trade)
5. Erreur sur la personne (The Wrong Man)
6. Peine de mort (Into the Fire)
7. Un mariage en kilt (Kilt Trip)
8. Un nouveau départ (The Long Goodbye)
9. Un choix douloureux (Rumspringa)
10. Juge et mère célibataire (Sex and the Single Mother)
11. Bénédictions (Christenings)
12. Un jardin, une âme (Dancing in the Dark)
13. C'est le bouquet (Sins of the Father)
14. Opération séduction (Roadhouse Blues)
15. Un lourd secret (Werewolves of Hartford)
16. Supplément de bagages (Baggage Claim)
17. La Chanson sans fin (The Song That Never Ends)
18. Une vie de dévouement (Disposable)
19. Un miroir douloureux (The Quick and the Dead)
20. Les Vieux Amis (Slade's Chophouse)
21. Les Revers de l'ambition (Predictive Neglect)
22. Fuite en avant (My Little Runaway)
23. Bas les masques (Sex, Lies and Expedia.com)

### Sixième saison (2004-2005)
Elle a été diffusée à partir du 28 septembre 2004.
1. Comparutions immédiates (Accountability)
2. Berceuse (Lullaby)
3. Affaires de famille (Legacy)
4. Relations non consenties (Consent)
5. Ordre et Chaos (Order and Chaos)
6. Avant que ça ne dégénère (Catching It Early)
7. Nouvelle Donne (Early Winter)
8. Capitulation sous condition (Conditional Surrender)
9. Un cœur qui bat (Silent Era)
10. Une journée harassante (The Long Run)
11. Les Dix Mille Pas (10,000 Steps)
12. Je crois qu'on se connait (You Don't Know Me)
13. Un impossible rêve (Dream a Little Dream)
14. Une journée de solitude (Happy Borthday)
15. Hésitations (Hard to Get)
16. La guerre est déclarée (The Paper War)
17. Nouveau départ (The New Normal)
18. Droit de garde (Sorry I Missed You)
19. Révoltes adolescentes (Revolutions Per Minute)
20. Dernière chance (Too Little, Too Late)
21. La Rupture (Getting Out)
22. Mon nom est Amy Gray (My Name Is Amy Gray…)

## Récompenses
- Emmy Award 2003 : Meilleure actrice dans un second rôle pour Tyne Daly